# Tangent
Tangent es una ciudad ubicada en el condado de Linn en el estado estadounidense de Oregón. En el año 2000 tenía una población de 933 habitantes y una densidad poblacional de 95.3 personas por km².

## Geografía
Tangent se encuentra ubicada en las coordenadas 44°33′0″N 122°6′33″O / 44.55000, -122.10917.

## Demografía
Según la Oficina del Censo en 2000 los ingresos medios por hogar en la localidad eran de $44,231 y los ingresos medios por familia eran $50,450. Los hombres tenían unos ingresos medios de $36,458 frente a los $21,250 para las mujeres. La renta per cápita para la localidad era de $17,012. Alrededor del 6.4% de la población estaban por debajo del umbral de pobreza.